# Zena Hitz
Zena Hitz (Estados Unidos, mayo de 1973) es una filósofa clasicista -experta en Aristóteles- y escritora estadounidense. Tras su conversión al catolicismo, se concentra en promover una  vida espiritual más rica para todos. En su libro Pensativos: Los placeres ocultos de la vida intelectual (2022) aboga por fortalecer la fuerza interior. Ella sostiene que la búsqueda de estatus, prosperidad y todas las distracciones de las redes sociales se realizan a expensas de una existencia valiosa.

## Biografía

### Formación
Cuando era niña, Zena Hitz se sentía una extraña. Sin entender del todo el contenido, leyó un libro tras otro y prefirió retirarse a la naturaleza. Durante todo este tiempo prevaleció un fuerte deseo de pertenecer a algún lugar. Cuando entró por primera vez en una iglesia católica, se preguntó qué unía a los feligreses. Intuitivamente sintió que estaban "unidos por algo invisible que se encontraba fuera de su mundo de pensamiento".
Hitz asistió al St. John's College en Annapolis. Es una facultad de artes liberales, donde una amplia gama de materias forman la base de la educación. Los estudiantes determinan en gran medida sus propios programas de lecciones y debaten sobre filósofos, compositores y otros pensadores de renombre famosos. Obtuvo su maestría en artes liberales de la Universidad de Cambridge. Después de enseñar durante varios años en varias universidades americanas, se convirtió al catolicismo y se instaló durante un período de tres años en la remota Madonna House Apostolate en Ontario. Aquí conoció la misión de su vida: cultivar la vida del espíritu en la sociedad.
En 2015 regresó al St. John's College como profesora. También fundó una comunidad de aprendizaje The Catherine Project, un liceo en línea basado en las ideas de Aristóteles, Dante y Kierkegaard. Cualquier persona (incluidos los que no sean estudiantes) que esté interesada en las preguntas de la vida puede registrarse. También organiza grupos de discusión en las prisiones.

### Tiempos sombríos
En tiempos de guerra, cambio climático y otras crisis, los miedos y las fantasías influyen en la vida cotidiana. Los reveses también acechan a nivel personal. Hitz se pregunta qué herramientas necesita la gente para seguir adelante.
Fue al comienzo de la epidemia del coronavirus y con el paso del tiempo sintió la necesidad de profundizar en personas, pasadas y presentes, que habían demostrado una gran fuerza interior. Su búsqueda dio como resultado el libro Lost in Thought: The Hidden Pleasures of an Intellectual Life, que se publicó en 2020 y se ha traducido a varios idiomas. Escribe sobre Frederick Douglass, hijo de un esclavo en el estado de Maryland. Aprendió a leer y escribir en secreto y huyó de la plantación. Al final, se convertiría en uno de los líderes de la lucha por la abolición de la esclavitud. O el famoso matemático francés-judío André Weil, que fue encarcelado en París durante el régimen de Vichy. En su celda continuó sus experimentos matemáticos y posteriormente se hizo mundialmente famoso. Cuando finalmente fue liberado, dijo que "hubiera preferido permanecer en prisión un tiempo más porque aún no había terminado su trabajo". Malcolm X también tiene un capítulo aparte en el libro.

### Pensamiento libre
Aunque se convirtió al catolicismo, Hitz no ve la Biblia como el único punto de partida de su pensamiento. Para ella, es principalmente una historia sobre personas, escrita en un lenguaje visual, sobre luchas entre gobernantes y oprimidos. Hay varios libros tanto en Occidente como en Oriente que son fuentes de sabiduría colectiva.
Sostiene que adquirir conocimientos es un valor en sí mismo. La vida interior no debería estar demasiado preocupada por las distracciones. El objetivo es el conocimiento de la vida. También aboga por el ascetismo, la necesidad de disciplina y sacrificio para sacar lo mejor de uno mismo. En una sociedad erosionada por la búsqueda de riqueza, estatus y el deseo de complacer a los demás.
También cree que los estudiantes viven demasiado en piloto automático. La escuela primaria, la educación secundaria y la universidad conducen a un determinado trabajo. A través del trabajo te conviertes en parte de una clase social que determina en gran medida lo que haces y persigues. La educación normalmente conduce al dinero y al éxito, dice, pero a menudo también a un trabajo sin sentido. Y para ella esto también es una forma (moderna) de esclavitud. Su principal preocupación es poder aprender y pensar libremente. Eso no es necesario en la universidad. Se puede hacer en cualquier momento y en cualquier lugar. La contemplación no es un escape o un alejamiento de la sociedad. Proporciona la oportunidad de cambio y crecimiento en una sociedad materialista. Hitz lo llama una fuente dentro de ti. Nadie puede quitarte el conocimiento que has adquirido.
Su tesis principal es que aprender por el puro placer de hacerlo nos conduce hacia una vida más plena, a la felicidad. Los libros, la música, el arte, la jardinería, el senderismo o la cocina tienen sentido por sí mismos, sin necesidad de hacerlos para algo. La verdadera vida intelectual está orientada al crecimiento de la persona, es un esfuerzo consciente por conocerse a uno mismo, como proponía el oráculo de Delfos. Por eso conviene redimir el deseo de saber a través de la disciplina filosófica, y esa ascesis es la vida intelectual: una lucha interior por obtener la virtud de la seriedad studiositas, «el deseo de llegar a lo más importante, al fondo de las cosas».

## Publicaciones
- Zena Hitz: Pensativos. Los placeres ocultos de la vida espiritual. Madrid, Ediciones Encuentro, 2022. ISBN  9788413391106

- Zena Hitz: Plato and Aristotle on the failings of democracy. Dissertation, Princeton University, 2005.